# زاوية سيدي الحلفاوي
زاوية سيدي الحلفاوي هي زاوية من زوايا مدينة تونس، كانت مخصّصة لإقامة طقوس الطريقة الشاذلية، كما تختصّ أيضا بالمداواة بالكي.

## الموقع
تقع الزّاوية بنهج الخضرة داخل باب الخضراء.

## التّسمية

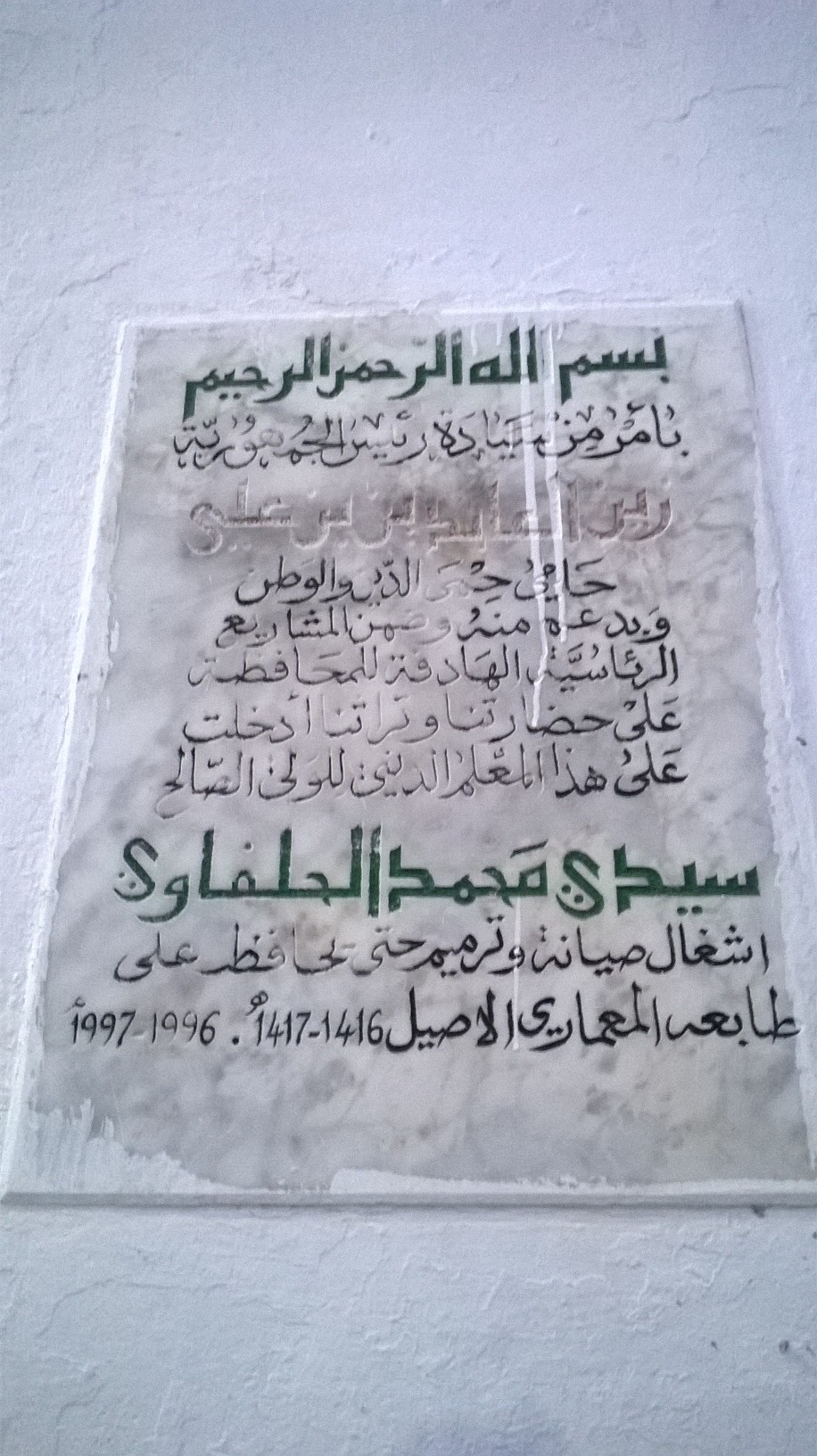
لوحة رخامية بزاوية سيدي الحلفاوي

سُمّيت بذلك نسبة إلى  الولي الصالح سيدي محمد (أو عبد الرحمان) الحلفاوي.

## التّاريخ
تم بناؤه تخليدا لذكرى الرجل الصالح سيدي الحلفاوي، اعتاد الأمراء الحسينيون زيارته. تمّ ترميمه سنة 1996.